# Thorndale (Texas)
Thorndale is een plaats (city) in de Amerikaanse staat Texas, en valt bestuurlijk gezien onder Milam County en Williamson County.

## Demografie
Bij de volkstelling in 2000 werd het aantal inwoners vastgesteld op 1278.
In 2006 is het aantal inwoners door het United States Census Bureau geschat op 1328, een stijging van 50 (3,9%).

## Geografie
Volgens het United States Census Bureau beslaat de plaats een oppervlakte van
2,5 km², geheel bestaande uit land. Thorndale ligt op ongeveer 151 m boven zeeniveau.

## Plaatsen in de nabije omgeving
De onderstaande figuur toont nabijgelegen plaatsen in een straal van 32 km rond Thorndale.